# インド洋委員会
インド洋委員会 (インドよういいんかい、Commission de l'Océan Indien、COI) は、東アフリカ東方のインド洋島嶼諸国からなる国際組織である。主に経済協力を目的とする。
加盟国は5か国で、フランスはレユニオンの領有国として加盟している。なお、それ以外の4加盟国もフランス領だった時代がある。
1982年設立。公用語はフランス語。加盟5か国はいずれもフランス語を公用語の1つとする。